# Veronika Eberle

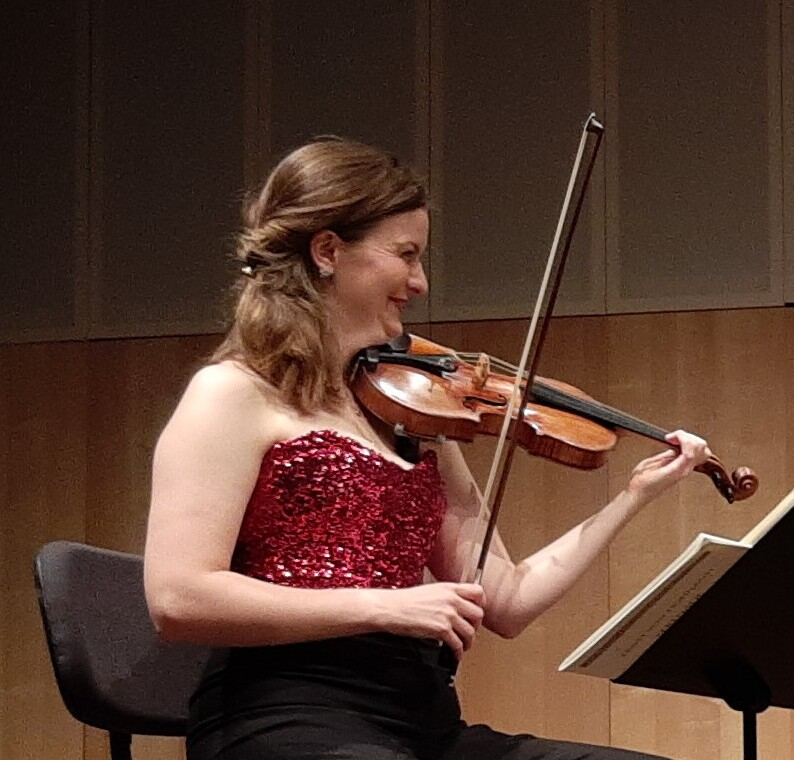
Veronika Eberle 2023

Veronika Eberle (* 26. Dezember 1988 in Donauwörth) ist eine deutsche Geigerin.

## Leben
Veronika Eberle wurde als Tochter eines musikalischen Ärztepaares geboren und erhielt seit dem sechsten Lebensjahr Geigenunterricht. Frühe Lehrer waren Olga Voitova am Richard-Strauss-Konservatorium München und Christoph Poppen. Von 2001 bis 2012 studierte sie an der Hochschule für Musik und Theater München bei Ana Chumachenco und legte während dieser Zeit 2008 am Gymnasium Donauwörth das Abitur ab.
Seit ihrem Debüt im Alter von zehn Jahren mit den Münchner Symphonikern konzertierte sie mit bedeutenden Orchestern wie unter anderem den Berliner Philharmonikern, dem London Symphony Orchestra, dem Concertgebouw-Orchester, dem Orchestre symphonique de Montréal, dem Gewandhausorchester, dem Los Angeles Philharmonic Orchestra, dem NDR Sinfonieorchester, dem Rundfunksinfonieorchester Berlin, dem hr-Sinfonieorchester, dem Bournemouth Symphony Orchestra, dem Frankfurter Museumsorchester, dem Radio-Sinfonieorchester Stuttgart, den Bamberger Symphonikern, dem Tonhalle-Orchester Zürich, dem NHK-Sinfonieorchester, den Prager Symphonikern, dem Sinfonieorchester Liechtenstein oder den Rotterdams Philharmonisch Orkest. Dabei arbeitete sie mit Dirigenten wie Simon Rattle, Bernard Haitink, Kent Nagano, Andris Nelsons, Roger Norrington,  Eiji Ōue, Paavo Järvi, Fabrice Bollon, Michael Sanderling, Marek Janowski, Eliahu Inbal, Robin Ticciati, Yannick Nézet-Séguin, und Yakov Kreizberg zusammen.
Hinzu kamen Auftritte bei unter anderem bei den Salzburger Osterfestspielen, dem Schleswig-Holstein Musik Festival, den Festspielen Mecklenburg-Vorpommern, dem Beethovenfest Bonn, den Dresdner Musikfestspielen und im Künstlerhaus Boswil. In der Saison 2008/2009 gab sie ihre Debüt in der Weill Recital Hall der Carnegie Hall und im Herkulessaal. Von 2009 bis 2012 war Eberle Künstlerin der Reihe „Junge Wilde“ am Konzerthaus Dortmund. Im Jahr 2011 war sie Artist in Residence beim Heidelberger Frühling und 2018/2019 bei der Jenaer Philharmonie.
Ihre Kammermusikpartner waren unter anderem Lars Vogt, Antoine Tamestit, Gautier Capuçon, Edicson Ruiz, Shai Wosner, Christian Tetzlaff, Gustav Rivinius, Renaud Capuçon, Tatjana Masurenko und Oliver Schnyder. Sie trat außerdem gemeinsam mit ihren Brüdern Manuel Eberle (Trompete) und Simon Eberle (Violoncello) auf.
Bis 2009 spielte Eberle die Violine Giovanni Battista Guadagnini ex Adolf Busch aus dem Jahre 1783, eine Leihgabe der Deutschen Stiftung Musikleben. Heute spielt sie zwei Instrumente des Geigenbauers Antonio Stradivari: die „Dragonetti“ aus dem Jahr 1700, die ihr von der Nippon Music Foundation zur Verfügung gestellt wird, und die „Ries“ aus dem Jahr 1693, eine Leihgabe der Reinhold Würth Musikstiftung.
Am 16. Juli 2022 spielte Eberle in München unter Leitung von Simon Rattle das Violinkonzert op. 24 von Miklós Rózsa live auf dem Odeonsplatz vor rund 16.000 Zuschauern.
Im April 2023 war sie zu Gast in der Sendung Klassik-Pop-et cetera im Deutschlandfunk.

## Preise und Förderungen (Auswahl)
- 2000–2004: Jürgen-Ponto-Stiftung
- 2001–2009: Deutsche Stiftung Musikleben
- 2003: 1. Preis des internationalen Violinwettbewerbs Yfrah Neaman
- 2004: Publikumspreis bei den Festspielen Mecklenburg-Vorpommern[3]
- 2005: Publikumspreis beim Schleswig-Holstein Musikfestival[10]
- 2005 und 2006:Heimbach Kammermusik Festival „Spannungen“, Förderpreis
- 2007: Bayerischer Kunstförderpreis[11]
- seit 2007: Studienstiftung des deutschen Volkes[7]
- 2008: Förderpreis der Orpheum Stiftung zur Förderung junger Solisten
- 2008: Fellowship des Borletti-Buitoni Trust[12]
- 2017: Kulturpreis Bayern[13]

## Diskografie
- mit Lars Vogt, Christian Tetzlaff, Hanna Weinmeister und Julian Steckel: Klavierquintett (Brahms). CAvI Music 2005.